# Stensjön (Drängsereds socken, Halland, 632678-133049)
Stensjön är en sjö i Hylte kommun i Halland och ingår i Ätrans huvudavrinningsområde. Sjön är 2,4 meter djup, har en yta på 0,407 kvadratkilometer och befinner sig 134 meter över havet. Sjön avvattnas av vattendraget Stampån. Vid provfiske har bland annat abborre, braxen, gädda och mört fångats i sjön.

## Delavrinningsområde
Stensjön ingår i det delavrinningsområde (632685-132840) som SMHI kallar för Inloppet i Vismen. Medelhöjden är 142 meter över havet och ytan är 14,73 kvadratkilometer. Det finns inga avrinningsområden uppströms utan avrinningsområdet är högsta punkten. Stampån som avvattnar avrinningsområdet har biflödesordning 2, vilket innebär att vattnet flödar genom totalt 2 vattendrag innan det når havet efter 57 kilometer. Avrinningsområdet består mestadels av skog (65 %) och sankmarker (14 %). Avrinningsområdet har 1,23 kvadratkilometer vattenytor vilket ger det en sjöprocent på 8,3 %.

## Fisk
Vid provfiske har följande fisk fångats i sjön:
- Abborre
- Braxen
- Gädda
- Mört
- Sutare